# Siméon Artchichétsi
Siméon Artchichétsi (en arménien : Սիմեոն Արճիշեցի), qui a vécu aux XIIIe et XIVe siècles, est un enlumineur arménien de l'école de la miniature du Vaspourakan.
On sait peu de choses sur la vie de Siméon Artchichétsi : il a vécu et créé dans la ville d'Archesh, située sur la rive nord du lac de Van (province d'Aliovit du monde Tôroubéran du Royaume d'Arménie, plus tard entré dans le vilayet de Van).
Quatre de ses manuscrits sont conservés au Matenadaran d'Erevan (n° 4851 (hy), 4867 (hy), 4819 et 2744). Le premier d'entre eux remonte à 1288, le dernier à 1305. Simeon Artchichétsi s'est principalement appuyé sur des types iconographiques anciens, tout en les complétant par des caractéristiques de l'iconographie de la période tardive. Les exemples picturaux qu'il a créés et utilisés ont plus tard trouvé une large expression dans les œuvres des artistes miniatures de Vaspourakan. En ce sens, Simeon est l'un une des personnalités importantes de l'école de miniatures de Vaspourakan.